# 20 septembre
Pour les articles homonymes, voir 20 septembre (homonymie).
20 août 20 octobre
Chronologies thématiques
- Croisades
- Ferroviaires
- Sports
- Disney
- Anarchisme
- Catholicisme

Abréviations / Voir aussi
- (° 1852) = né en 1852
- († 1885) = mort en 1885
- a.s. = calendrier julien
- n.s. = calendrier grégorien
- Calendrier
- Calendrier perpétuel
- Liste de calendriers
- Naissances du jour

Le 20 septembre est le 263e jour de l'année du calendrier grégorien, 264e lorsqu'elle est bissextile (il en reste ensuite 102).
C'était généralement l'équivalent du quatrième jour complémentaire du calendrier républicain français, officiellement dénommé jour de l'opinion.

## Événements

### Iersiècleav. J.-C.
- 52 av. J.-C. (date très hypothétique en août ou septembre, surtout au profit des 26 au 27 septembre voire 27 août de la même année) : défaite d'une armée de secours gauloise face aux Romains de Jules César encerclant depuis juillet Alésia pour l'assiéger et que Vercingétorix et les siens se rendent.

### XIesiècle
- 1066 : victoire de Harald Hardrada, à la bataille de Fulford pendant la conquête normande de l'Angleterre.

### XIIesiècle
- 1187 : début du siège de Jérusalem (croisades).

### XIIIesiècle
- 1260 : début du grand soulèvement prussien.

### XIVesiècle
- 1378 : Robert de Genève est élu pape, en opposition à Urbain VI, consommant ainsi le Grand schisme d'Occident.

### XVIesiècle
- 1519 : départ de la circumnavigation de Magellan.

### XVIIesiècle
- 1697 : traité de Ryswick (guerre de la Ligue d'Augsbourg), mettant fin à la guerre entre Louis XIV et la ligue d'Augsbourg.

### XVIIIesiècle
- 1792 : bataille de Valmy (guerre de la Première Coalition), victoire des républicains français, sur les royalistes et autres coalisés européens.

### XIXesiècle
- 1854 : bataille de l'Alma (guerre de Crimée), victoire des coalisés anglo-franco-ottomans sur les Russes.
- 1863 : fin de la bataille de Chickamauga (guerre de Sécession), victoire des troupes confédérées sur les unionistes.
- 1870 : Prise de Rome : les troupes du Royaume d'Italie entrent à Rome par la brèche de Porta Pia, ce qui mènera à l'unification du Latium avec l'Italie et la fin du pouvoir temporel papal.
- 1900 : dissolution des États pontificaux par le pape Léon XIII.

### XXesiècle
- 1909 : adoption du South Africa Act.
- 1922 : discours de Mussolini, où il accepte le principe de la royauté, ce qui lui vaut le soutien de l'armée[1].
- 1947 : signature du plan Marshall.
- 1960 : adhésion à l'ONU du Bénin, du Burkina Faso, du Cameroun, de la République centrafricaine, de Chypre, de la république du Congo, de la république démocratique du Congo, de la Côte d'Ivoire, du Gabon, de Madagascar, du Niger, de la Somalie, du Tchad et du Togo.
- 1961 : Konstantinos Dovas devient Premier ministre de Grèce.
- 1977 : adhésion de Djibouti et du Viêt Nam à l'ONU.

### XXIesiècle
- 2001 : discours de George W. Bush devant le Sénat américain, à la suite des attentats du 11 septembre 2001.
- 2014 : le Premier ministre John Key, et son Parti national de centre-droit, remportent les élections législatives, en Nouvelle-Zélande.
- 2015 : élections législatives anticipées en Grèce.
- 2017 : 
  - commencement des ratifications du traité sur l'interdiction des armes nucléaires.
  - manifestations importantes à Barcelone, en réaction à l'arrestation de hauts responsables travaillant pour le gouvernement catalan, quelques jours avant la tenue du référendum sur l'indépendance de la Catalogne.
- 2020 : en Italie, 1er jour du référendum constitutionnel qui a lieu afin de permettre à la population de se prononcer sur un amendement constitutionnel visant à réduire le nombre de ses parlementaires. Initialement prévu pour le 29 mars 2020, le scrutin est reporté de plusieurs mois en raison de la pandémie de maladie à coronavirus qui touche durement le pays[2].
- 2021 : 
  - au Canada, le Parti libéral du Premier ministre Justin Trudeau remporte les élections fédérales mais échoue à obtenir une majorité[3].
  - début de l'Assemblée générale annuelle des Nations-Unies et de ses discours des chefs d'État et de gouvernement en leur principal siège de New York en Nouvelle-Angleterre "étatsunienne" et plein Été des rouges amérindiens ou début du koyo nippon d'abord par le nord et Hokkaido.

## Art, culture et religion
- 1946 : ouverture du premier Festival de Cannes, alors en septembre comme prévu dès 1939.
- 1961 : premier concert de Johnny Hallyday à l'Olympia de Paris [4]
- 1999 : première parution de Naruto.
- 2021 : début de la fête juive de Souccot, des cabanes ou des tentes jusqu'au 27 courant suivant, en début de nouvel an juif.

## Sciences et techniques
- 1913 : le slip apparaît pour la première fois comme sous-vêtement, dans la revue L’Illustration[5].
- 1954 : premier programme en FORTRAN.[réf. nécessaire]

## Économie et société
- 1987 : Alain Prost bat le record du nombre de (28) victoires en "Formule 1" au Portugal (circuit d'Estoril) sur le précédent détenteur du record depuis 1973 Jackie Stewart[6].
- 2018 : en Tanzanie, le naufrage du MV Nyerere, sur le lac Victoria, provoque 218 morts.
- 2019 : arrêt de la centrale nucléaire de Three Mile Island.
- 2021 : en Russie, une fusillade dans l'université d'État de Perm fait six morts et vingt-six blessés[7].

## Naissances

### XVesiècle
- 1486 : Arthur Tudor, Prince de Galles († 2 avril 1502).

### XVIesiècle
- 1503 : Andrzej Frycz Modrzewski, humaniste et théologien polonais († 1572).

### XVIIesiècle
- 1608 : Jean-Jacques Olier, prêtre français († 2 avril 1657).
- 1613 : Jean-François Paul de Gondi dit le « cardinal de Retz », homme d'État et mémorialiste français († 24 août 1679).
- 1663 : Pirro Albergati, compositeur italien († 22 juin 1735).
- 1695 : Claude de Saint-Simon, religieux français († 29 février 1760).

### XVIIIesiècle
- 1758 : Jean-Jacques Dessalines, premier empereur d'Haïti de 1804 à 1806 († 17 octobre 1806).
- 1764 : Alexis-Joseph Barbier de La Serre, amiral français († 3 février 1826).
- 1767 : Melchiorre Gioia, économiste, journaliste et politique italien († 2 janvier 1829).
- 1775 : Jean Georg Haffner, médecin militaire français († 20 avril 1830).
- 1778 : Fabian Gottlieb von Bellingshausen (Фаддей Фаддеевич Беллинсгаузен), explorateur russe († 13 janvier 1852).
- 1783 : María Dolores Bedoya, militante indépendantiste guatémaltèque († 9 juillet 1853).
- 1784 : Richard Griffith, géologue irlandais († 22 septembre 1878).
- 1789 : Georges II de Waldeck-Pyrmont, souverain régnant de la Principauté de Waldeck-Pyrmont († 15 mai 1845)

### XIXesiècle
- 1803 : François Buloz, patron de presse français  († 12 janvier 1877).
- 1819 : Théodore Chassériau, peintre français († 8 octobre 1856).
- 1842 :
  - James Dewar, chimiste britannique († 27 mars 1923).
  - Charles Lapworth, géologue britannique († 13 mars 1920).
- 1852 : Édouard Louis Joseph Empain, ingénieur, général, entrepreneur, financier et industriel belge († 22 juillet 1929).
- 1853 : Rama V (จุลจอมเกล้าเจ้าอยู่หัว), aka Chulalongkorn (จุฬาลงกรณ์), roi de Thaïlande /Siam († 23 octobre 1910).
- 1863 : Andrew Amos, footballeur britannique († 2 octobre 1931).
- 1864 : Louis Martin, médecin et bactériologiste français († 13 juin 1946).
- 1866 : Ferdinand Lot, médiéviste français († 19 juillet 1952).
- 1872 : Maurice Gamelin, militaire français († 18 avril 1958).
- 1873 : Ferenc Szisz, pilote de courses automobile hongrois († 21 février 1944).
- 1879 : Victor Sjöström, cinéaste et acteur suédois († 3 janvier 1960).
- 1882 : Boris Chapochnikov, Maréchal de l'Union Soviétique († 26 mars 1945).
- 1889 : Charles Reidpath, athlète américain spécialiste du 400 m., double champion olympique († 21 octobre 1975).
- 1891 : Lamine Gueye, juriste sénégalais († 10 juin 1968).
- 1892 : Kiffin Rockwell, pilote américain pendant la Première Guerre mondiale († 23 septembre 1916).
- 1898 : Norman Zenos McLeod, cinéaste américain († 27 janvier 1964).
- 1899 : Leo Strauss, philosophe allemand naturalisé américain († 18 octobre 1973).

### XXesiècle
- 1902 : Nunzio Filogamo, acteur, chanteur et présentateur de télé italien († 24 janvier 2002).
- 1903 :
  - Marcial Lalanda, matador espagnol († 25 septembre 1990).
  - Wilhelm « Willy » Schärer, athlète de demi-fond suisse († 20 novembre 1982).
- 1904 : Jean-Pierre Timbaud, syndicaliste français († 22 octobre 1941).
- 1906 : Jean Dréville, réalisateur de cinéma français († 5 mars 1997).
- 1907 : Antoine Khoraiche, cardinal libanais, patriarche maronite d'Antioche († 19 août 1994).
- 1908 : Alexander Mitscherlich, psychanalyste allemand († 27 juin 1982).
- 1910 : Jacques Lebrun, navigateur français, champion olympique († 14 janvier 1996).
- 1911 : Bernard Villemot, affichiste français († 8 juillet 1989).
- 1912 : Edmond Novicki, footballeur français († inconnue).
- 1914 : Marcel Kint, cycliste sur route belge († 23 mars 2002).
- 1916 : Rudolf-August Oetker, entrepreneur et milliardaire allemand († 16 janvier 2007).
- 1917 :
  - Red Auerbach (Arnold Jacob Auerbach dit), entraîneur de basket-ball américain († 28 octobre 2006).
  - Fernando Rey, acteur espagnol († 9 mars 1994).
  - Władysław Rubin, prélat polonais († 28 novembre 1990).
  - Obdulio Varela, footballeur uruguayen († 2 août 1996).
- 1918 : 
  - George L. Mosse, historien américain († 22 janvier 1999).
  - Aldo Ronconi, cycliste sur route italien († 12 juin 2012).
- 1920 :
  - Françoise Lory-Blanquart, centenaire francilienne toujours cavalière[8].
  - Édouard Przybylski, compagnon de la Libération († 26 mai 1993).
- 1922 : William Kapell, pianiste américain († 29 octobre 1953).
- 1923 : Maurice Sauvé, économiste et homme politique canadien († 13 avril 1992).
- 1924 : Gogi Grant (en) (Myrtle Audrey Arinsberg dite), chanteuse américaine († 10 mars 2016).
- 1925 : 
  - Justo Gallego Martínez dit Don Justo, maçon autodidacte, architecte naïf et sculpteur brut espagnol d'une « cathédrale » († 28 novembre 2021).
  - Ulysses B. « Bobby » Nunn, Sr. (en), chanteur américain du groupe The Coasters († 5 novembre 1986).
- 1926 : Shohachi Ishii, lutteur japonais, champion olympique († 4 janvier 1980).
- 1927 : Colette Bonheur, chanteuse canadienne († 15 octobre 1966).
- 1929 : 
  - Andrée Damant, actrice française de théâtre, de cinéma et de télévision († 7 décembre 2022).
  - Monique Lepage, actrice canadienne.
- 1932 ou 1935 : Dany Carrel, actrice française.
- 1934 : 
  - Hamit Kaplan, lutteur turc, champion olympique († 5 janvier 1976).
  - Sophia Loren, actrice italienne.
- 1935 :
  - André Fort, prélat français.
  - Orlando Peçanha, footballeur brésilien († 10 février 2010).
  - James Charles « Jim » Taylor,, joueur de football américain († 13 octobre 2018).
- 1937 : 
  - Geoffrey Dear, pair et officier de police britannique.
  - Margo Guryan, pianiste et autrice-compositrice-interprète américaine († 8 novembre 2021).
- 1938 :
  - Diljit Rana, homme politique britannique.
  - Valdiza Alencar, syndicaliste seringueira.
- 1939 : Ryszard Grzegorczyk, footballeur international polonais († 5 novembre 2021).
- 1940 :
  - Tarō Asō (麻生 太郎), homme politique japonais, Premier ministre de 2008 à 2009.
  - Burhanuddin Rabbani (برهان الدين رباني), théologien afghan, président de l'État islamique d'Afghanistan par deux fois († 20 septembre 2011).
- 1942 : Gérald Tremblay, homme politique canadien.
- 1943 : Shinobu Sekine, judoka japonais, champion olympique († 18 décembre 2018).
- 1944 : Martine Luc-Thaler, avocate française.
- 1946 : Jean-Michel Caradec, auteur-compositeur-interprète français († 29 juillet 1981).
- 1947 : Patrick Poivre d'Arvor, journaliste français.
- 1948 :
  - George Raymond Richard Martin, écrivain américain.
  - Chuck Panozzo (en), musicien américain du groupe Styx.
  - John Panozzo (en), musicien américain du même groupe († 16 juillet 1996).
- 1949 : 
  - Sabine Azéma, actrice française.
  - Anthony Denison, acteur américain.
- 1950 : 
  - Shamil Khisamutdinov, lutteur soviétique champion olympique.
  - David Twardzik, basketteur américain.
- 1951 :
  - Guy Lafleur, hockeyeur canadien.
  - Javier Marías, écrivain espagnol.
- 1952 : Patrick Bourrat, journaliste français († 21 décembre 2002).
- 1955 : Silvio Leonard, sprinteur cubain.
- 1956 :
  - Gary Cole, acteur américain.
  - Elisabeth Max-Theurer, cavalière autrichienne championne olympique.
  - Cyril Neveu, pilote de moto français.
- 1957 : Alannah Currie (en), musicienne néo-zélandaise du groupe Thompson Twins.
- 1958 : Mychael Danna, compositeur canadien de musique de films.
- 1959 : 
  - Éric Blanc, joueur de rugby à XV français.
  - Jorge Viana, homme politique brésilien.
- 1960 :
  - Alice Brown, athlète américaine double championne olympique en relais 4 x 100 m.
  - James Anthony Pawelczyk, astronaute américain.
  - Peter Phelps, acteur australien.
- 1963 : Joseph O'Connor, écrivain irlandais.
- 1964 : Maggie Cheung (張曼玉), actrice hongkongaise.
- 1965 : 
  - Poul-Erik Høyer Larsen, joueur de badminton danois champion olympique.
  - Malik Unia, pilote de rallye français.
  - Nevi Zuairina, femme politique indonésienne.
- 1966 : Nuno Bettencourt, guitariste américain du groupe de hard rock Extreme.
- 1967 :
  - Gunnar Nelson, musicien, chanteur et compositeur américain.
  - Matthew Nelson (en), musicien, chanteur et compositeur américain.
- 1968 :
  - Chen Jing, pongiste chinoise, première championne olympique de tennis de table.
  - Guy Nantel, humoriste canadien.
  - Patrick Revelles, footballeur puis entraîneur français.
- 1969 : 
  - Bruno Debrandt, acteur français.
  - Richard Witschge, footballeur néerlandais.
- 1971 :
  - Masashi Hamauzu (浜渦 正志), compositeur japonais.
  - Henrik Larsson, footballeur puis entraîneur suédois.
- 1974 : 
  - Karina Aznavourian, épéiste russe d'origine arménienne, double championne olympique.
  - Hanya Yanagihara, écrivaine américaine.
- 1975 :
  - Asia Argento, actrice italienne.
  - Juan Pablo Montoya, pilote colombien.
  - Joe Roff, joueur de rugby australien.
- 1976 : 
  - Abdel Kharrazi (عبد خرازي), footballeur marocain.
  - Vincent Lambert, infirmier en psychiatrie français († 11 juillet 2019).
- 1977 :
  - Karine Lima, présentatrice de télévision, comédienne et chanteuse française.
  - Namie Amuro (安室奈美恵), chanteuse, danseuse, actrice et idole japonaise.
- 1978 :
  - Jason Bay, joueur de baseball canadien.
  - Julien Bonnaire, joueur de rugby français.
- 1979 :
  - Gil Alma, acteur français.
  - Lars Jacobsen, footballeur danois.
  - Rick Woolstenhulme, musicien américain.
- 1980 :
  - Patrick Friesacher, pilote de F1 autrichien.
  - Vladimir Karpets (Владимир Александрович Карпец), cycliste sur route russe.
  - Mechelle Lewis, athlète de sprint américaine.
  - Igor Vori, handballeur croate.
- 1981 : Feliciano López, joueur de tennis espagnol.
- 1983 : Sancho Lyttle, basketteuse de Saint-Vincent-et-les-Grenadines, naturalisée espagnole.
- 1984 :
  - Ali Doraghi (علی دورقی), basketteur iranien.
  - Brian Joubert, patineur artistique français.
  - Luke Swindlehurst, joueur et entraineur de football britannique.
- 1985 :
  - Ian Desmond, joueur de baseball professionnel américain.
  - Abou Maïga, footballeur béninois.
  - Ronald Zubar, footballeur français.
- 1986 : Courtney Fells, basketteur américain.
- 1987 : Jack Lawless (en), musicien américain du groupe Jonas Brothers.
- 1988 :
  - Sergueï Bobrovski (Сергей Андреевич Бобровский), gardien de but professionnel de hockey sur glace russe.
  - Dounia Coesens, actrice française.
  - Oleksandr Koltchenko (Олександр Кольченко), basketteur ukrainien.
  - Ayano Ōmoto (大本彩乃), chanteuse japonaise.
  - Dino Pita, basketteur suédois.
- 1989 :
  - Madalena Felix, basketteuse angolaise.
  - Tiffany Hayes, basketteuse américaine.
- 1990 :
  - Ken Giles, joueur de baseball américain.
  - Marilou (Marilou Bourdon dite), chanteuse canadienne.
  - Donatas Motiejūnas, basketteur lituanien.
  - John Tavares, hockeyeur canadien.
- 1992 : Ondřej Balvín, basketteur tchèque.
- 1993 : Kyle Anderson, basketteur américain.
- 2000 : Maria Guramare, basketteuse française.

### XXIesiècle
- 2001 : Julia Pereira de Sousa Mabileau, snowboardeuse française.

## Décès

### XIIesiècle
- 1168 : Pascal III (Guido da Crema dit), antipape italien, en fonction de 1164 à 1168 (° v. 1100).

### XIVesiècle
- 1384 : Louis Ier, roi de Naples de 1382 à 1384, régent de France en 1380 et duc d’Anjou de 1351 à 1384 (° 23 juillet 1339).

### XVesiècle
- 1460 : Gilles Binchois, compositeur flamand (° v. 1400).

### XVIesiècle
- 1520 : Selim Ier, sultan ottoman de 1512 à 1520 (° 10 octobre 1470).

### XVIIIesiècle
- 1786 : Louis-Charles-René de Marbeuf, militaire français (° 4 novembre 1712).

### XIXesiècle
- 1804 : Pierre Méchain, astronome français (° 16 août 1744).
- 1806 : Utamaro Kitagawa (喜多川 歌麿), graveur et peintre japonais (° v. 1753).
- 1817 : Louis-Frédéric de Wurtemberg, prince allemand gouverneur de Riga (° 30 août 1756).
- 1854 : Frederick Catherwood, illustrateur et architecte britannique (° 27 février 1799).
- 1863 : Jacob Grimm, conteur et linguiste allemand (° 4 janvier 1785).
- 1886 : Edmond Ansart, homme politique français (° 14 novembre 1827).

### XXesiècle
- 1908 : Pablo de Sarasate, compositeur espagnol (° 10 mars 1844).
- 1918 : Maria Teresa Dudzik, religieuse, fondatrice, vénérable polonaise (° 30 août 1860).
- 1933 : Annie Besant, théosophe et féministe britannique (° 1er octobre 1847).
- 1939 : Paul Bruchési, prélat canadien (° 20 octobre 1855).
- 1941 : Hervarth Frass von Friedenfeldt, escrimeur tchécoslovaque (° 26 mai 1913).
- 1946 : Raimu (Jules Muraire dit), comédien français (° 18 décembre 1883).
- 1947 : Fiorello LaGuardia, homme politique américain, maire de New York de 1934 à 1945 (° 11 décembre 1882).
- 1957 : Jean Sibelius, compositeur finlandais (° 8 décembre 1865).
- 1959 : Olin Howland, acteur américain (° 10 février 1886).
- 1961 : Andrzej Munk, cinéaste polonais (° 16 octobre 1920).
- 1963 : Amalia Puga de Losada, femme de lettres péruvienne (° 8 septembre 1866).
- 1971 : Georges Séféris (Yórgos Seferiádis / Γιώργος Σεφεριάδης dit), poète grec, prix Nobel de littérature en 1963 (° 13 mars 1900).
- 1972 : Pierre-Henri Simon, historien, romancier et académicien français (° 16 janvier 1903)
- 1973 : 
  - Georges Izard, avocat et académicien français (° 17 juin 1903)
  - James Joseph « Jim » Croce, chanteur américain (° 10 janvier 1943).
  - Benjamin Francis « Ben » Webster, chanteur américain (° 27 mars 1909).
- 1975 : 
  - Gilbert Chénier, acteur canadien (° 12 mars 1936).
  - Saint-John Perse (Marie-René Auguste Alexis Léger dit), poète et diplomate français, prix Nobel de littérature en 1960 (° 31 mai 1887).
- 1979 : 
  - Pierre Goldman, militant d'extrême gauche et malfaiteur français (° 22 juin 1944).
  - Ludvik Svoboda, homme politique tchèque, président de la République de 1968 à 1975 (° 25 novembre 1895).
- 1985 : Guy L'Écuyer, acteur canadien (° 26 juillet 1931).
- 1991 : Edmée Frisch de Fels, duchesse de La Rochefoucauld, femme de lettres jurée du prix Femina (° 28 avril 1895).
- 1993 : Zita Johann, actrice hongroise (° 14 juillet 1904).
- 1994 : Jule Styne, compositeur et producteur américain d’origine britannique (° 31 décembre 1905).
- 1996 : 
  - Cheb Aziz, chanteur algérien (° 25 janvier 1968).
  - Murtaza Bhutto (مير مرتضی بھٹو), homme politique pakistanais (° 18 septembre 1954).
  - Paul Erdős, mathématicien hongrois (° 26 mars 1913).
  - Max Manus, résistant norvégien (° 9 décembre 1914).
  - Paul Weston (en), pianiste, arrangeur, compositeur et chef d’orchestre américain (° 12 mars 1912).
- 1998 :
  - Muriel Humphrey Brown, femme politique américaine (° 20 février 1912).
  - Rose Guérin, femme politique française (° 4 février 1915).
  - Alan Prescott, joueur de rugby à XIII puis entraîneur anglais (° 17 juin 1927).
  - Fernand Robidoux, animateur de radio et chanteur canadien (° 17 janvier 1920).
  - Khaled Tlatli, journaliste, réalisateur, producteur de radio et de télévision tunisien (° 24 mars 1937).
- 1999 : Raïssa Gorbatcheva, épouse du dirigeant soviétique Mikhaïl Gorbatchev (° 5 janvier 1932).
- 2000 : Gherman Titov (Герман Степанович Титов), cosmonaute soviétique (° 11 septembre 1935).

### XXIesiècle
- 2001 : Alain Jubert, footballeur puis entraîneur français (° 25 décembre 1936).
- 2003 : Margaret Harriman, sportive handisport sud-africaine (° v. 1928).
- 2004 : Brian Clough, footballeur anglais, entraîneur de Nottingham Forest (° 21 mars 1935).
- 2005 : Simon Wiesenthal, autrichien, « traqueur de criminels de guerre nazis » (° 31 décembre 1908).
- 2006 : 
  - Armin Jordan chef d'orchestre suisse (° 9 avril 1932).
  - Sven Nykvist, directeur de la photographie et réalisateur suédois (° 3 décembre 1922).
- 2007 :
  - Johnny Gavin, footballeur irlandais (° 20 avril 1928).
  - Laba Sosseh, chanteur et compositeur sénégalais (° 12 mars 1943).
  - Gérard Thiélin, cycliste sur route français (° 29 mars 1935).
- 2008 : Hermelinda Urvina, aviatrice équatorienne (° 26 septembre 1905).
- 2009 : John Hart, acteur américain (° 13 décembre 1917).
- 2011 : Burhanuddin Rabbani (برهان الدين رباني), théologien afghan, président de l'État islamique d'Afghanistan par deux fois (° 20 septembre 1940).
- 2014 : André Bergeron, syndicaliste français, ancien secrétaire général de CGT-FO (° 1er janvier 1922).
- 2015 : Jack Larson, acteur américain (° 8 février 1928).
- 2017 : Lillian Ross, journaliste et autrice américaine (° 8 juin 1918).
- 2018 :
  - Inge Feltrinelli, photographe italienne (° 24 novembre 1930).
  - George Hatsopoulos, physicien grec (° 7 janvier 1927).
  - Jo Jo Hoo Kim, producteur de raggae jamaïcain (° 10 décembre 1942).
  - Mohammed Karim Lamrani, homme d'affaires et d'État marocain (° 1er mai 1919).
  - Mohamed Sahnoun, diplomate algérien (° 8 avril 1931).
  - Ludovikus Simanullang, prélat indonésien (° 23 avril 1955).
  - Reinhard Tritscher, skieur alpin autrichien (° 5 août 1946).
  - Riccardo Zinna, acteur et musicien italien (° 18 mai 1958).
- 2021 : 
  - Sherwood Boehlert, Jacques De Caluwé, Guy Friedrich, Roland Jaccard, Jan Jindra, Aloys Jousten, Claude Lombard, Anna Gaylor
  - Dean Shek, homme de cinéma hong-kongais (° 17 juin 1949).
- 2022 : Serguei Puskepalis, Virginio Rognoni.
- 2024 : 
  - Yan Morvan, 70 ans, photographe et photojournaliste français. (° 4 avril 1954)
  - Philippine Le Noir, 19 ans, étudiante.

## Célébrations
- Nations unies : journée internationale du sport universitaire adoptée par l'UNESCO en novembre 2015[9].
- La journée européenne de la prostate, organisée par l’Association Européenne d’Urologie[réf. nécessaire].
- Népal : fête nationale de cette nouvelle République depuis 2008 ;
- Ossétie du Sud (occupée par l'armée russe en Géorgie caucasienne) : fête de l'indépendance (reconnaissance internationale limitée) ;
- Thaïlande : journée de la jeunesse nationale[10].

### Saints des Églises chrétiennes

#### Catholiques et orthodoxes
Saints du jour, :
- Dorymédon (IIIe siècle), Martyr en Phrygie.
- Eusébie († 731), abbesse à Marseille en Provence, martyre avec quarante moniales par la main des Sarrazins à Saint-Cyr ;
- Eustache de Rome († vers 117 ou 118) - ou « Eusthate » ou « Eustathe » -, martyr avec son épouse sainte Théopistie de Rome, et leurs fils Agapet de Rome et Théophiste ;
- Fauste († 308), rasée et suspendue par son père ensuite repenti, saint Évilase ;
- Hypace - ou « Hypatios » - et André de Xirolophi († entre 726 et 741), respectivement évêque et prêtre, natifs de Lydie, martyrs à Constantinople sous Léon III l'Isaurien ;
- Jean le Théophore (Xe siècle) - ou « Jean de Crête » -, ascète en Crète ;
- Jean d'Égypte († 295 ou 310 ?), et ses quarante compagnons, morts par le glaive sous Maximien ;
- Socrate et Denys/Denis de Pergé (IIe siècle), bourreaux repentis de saint Théodore de Thrace et de saint Philippe/Pausilippe, martyrisés à Pergé, en Pamphylie, au sud de l'actuelle Turquie.

#### Saints ou bienheureux catholiques
Saints du jour :
- Adalpret († 1172), évêque.
- André Kim Taegon († 1848), et ses compagnons, martyrs de Corée ;
- Davy de Londres († 1537), diacre chartreux, martyr à Londres aussi commémoré le 8 juin ;
- François de Posadas († 1713), bienheureux, prêtre espagnol de l’ordre des Prêcheurs ;
- Jean-Charles Cornay († 1837), missionnaire français au Tonkin, martyr ;
- José Maria de Yermo y Parres († 1904), religieux espagnol et fondateur de la Congrégation des Servantes du Sacré Cœur de Jésus[13] ;
- Laurent Han I-hyong († 1837), et ses compagnons, catéchiste, martyrs en Corée.
- Marie-Thérèse de Saint Joseph († 1938), bienheureuse, sœur fondatrice des Carmélites du Divin cœur de Jésus ;
- Thomas Johnson († 1537), moine, et ses compagnons, bienheureux, prêtres chartreux, martyrs en Angleterre sous Henry VIII ;

#### Saint orthodoxe
- Eustathe de Thessalonique († 1194) - ou « Eustathe de Constantinople » ou « Eustache » -, né à Constantinople, diacre de Sainte-Sophie où il fut surnommé « maître des rhéteurs », archevêque de Thessalonique en Macédoine de l'Égée ;
- Hilarion († 1804), né en Crète à Héraklion, moine martyr à Constantinople, par la main de musulmans ;
- Materne (IIe siècle), apôtre en Gaule belgique et en Rhénanie[12], aux dates éventuellement différentes dans les calendriers julien, orientaux (les Paterne et leurs variantes célébrés quelques jours avant).
- Michel Ier de Kiev († 1245 ou 1246) - ou « Michel de Tchernigov » -, prince de Tchernigov, Novgorod et Kiev, martyr en Russie par la main des Tatars, avec Théodore son conseiller.

### Prénoms
Jean-Charles (aussi fêté les 4 novembre, 27 décembre, 24 juin, 17 juillet etc.).
Et aussi :
- Egat et ses variantes autant bretonnes : Agapet, Agapit, etc.
- Davy,
- Eustache,
- Gwenlaouen et ses variantes autant bretonnes : Gwenllaouen etc.
- Kim.

## Traditions et superstitions

### Dictons du jour
- « Gelée blanche de saint-Eustache, grossit le raisin qui tache. »[14]
- « Pour saint-Agapit, si tu ne veux pas suer enlève tes habits. »[réf. à confirmer][15]

### Astrologie
- Signe du zodiaque : vingt-neuvième jour du signe astrologique de la Vierge.

## Toponymie
- Plusieurs voies, places, sites ou édifices de pays ou provinces francophones contiennent la date du jour dans leur nom sous différentes graphies possibles : voir Vingt-Septembre.